# Guðmundur Gunnarsson
Guðmundur Reynir Gunnarsson, född 21 januari 1989, är en isländsk fotbollsspelare som spelar i KR Reykjavík. 

## Klubbkarriär
Guðmundur, som spelar som back, debuterade i KR Reykjavíks A-lag 2006. Följande år, vid 18 års ålder, spelade han i 14 av totalt 18 ligamatcher. Nästa säsong blev det 20 av totalt 22 matcher i ligan och dessutom 4 cupmatcher. KR, med Guðmundur i laget, vann den isländska cupen 2008 genom att slå Fjölnir i finalen med 1–0. 
Under vinterövergångsfönstret 2009 värvades Guðmundur från KR Reykjavík till Gais och skrev på ett femårskontrakt med den svenska klubben. Han hade dock svårt att ta en plats i laget och spelade bara 4 matcher i allsvenskan under våren. Efter endast några månader i Sverige lånades han därför tillbaka till sin gamla klubb KR under resten av 2009. Också under 2010 var han utlånad till KR. Inför 2011 års säsong blev övergången permanent då Gais bröt kontraktet med honom. Han kom överens med KR om ett kontrakt som sträcker sig över de tre kommande säsongerna.
År 2011 vann KR både den isländska ligan och den isländska cupen. Guðmundur blev även uttagen i årets lag i Úrvalsdeild. Han beskrev det som en ”perfekt säsong”.

## Landslagskarriär
Guðmundur har spelat flera isländska ungdomslandskamper och har även gjort tre träningsmatcher i seniorlandslaget. Han debuterade i A-landslaget i en match mot Färöarna 16 mars 2008.

## Meriter
KR
- Isländska cupen: 2008, 2011
- Úrvalsdeild: 2011

### Utmärkelser
- Uttagen i årets lag i Úrvalsdeild: 2011